# Symphony X (альбом)
Symphony X — музичний альбом гурту Symphony X. Виданий 1994 року лейблом Zero Corporation. Загальна тривалість композицій становить 53:36. Альбом відносять до напрямку прогресивний метал.

## Список пісень
1. «Into the Dementia» — 1:01
2. «The Raging Season» — 5:01
3. «Premonition» — 5:37
4. «Masquerade» — 4:28
5. «Absinthe and Rue» — 7:16
6. «Shades of Grey» — 5:41
7. «Taunting the Notorious» — 3:20
8. «Rapture or Pain» — 5:05
9. «Thorns of Sorrow» — 3:54
10. «A Lesson Before Dying» — 12:07